# أودال (تاوية)
أودال هو دُوَّار يقع بجماعة درادرة، إقليم شفشاون، جهة طنجة تطوان الحسيمة في المملكة المغربية. ينتمي الدوّار لمشيخة تاوية التي تضم 13 دوار. يقدر عدد سكانه بـ 545 نسمة حسب الإحصاء الرسمي للسكان والسكنى لسنة 2004.

## روابط خارجية
- البوابة الوطنية للجماعات الترابية
- المندوبية السامية للتخطيط